# 拉普埃兹
拉普埃兹（法語：La Pouëze，法語發音：[la pwɛz] ⓘ）是法国曼恩-卢瓦尔省的一个旧市镇，属于瑟格雷区。2015年12月28日，拉普埃兹和相邻的另外3个市镇合并为新市镇安茹地区埃德尔（Erdre-en-Anjou）。

## 地理
拉普埃兹（47°33'10"N, 0°48'35"W）面积22.15 平方千米，位于法国卢瓦尔河地区大区曼恩-卢瓦尔省，该省份为法国西部内陆省份，大致对应安茹地区，北起顺时针与马耶讷省、萨尔特省、安德尔-卢瓦尔省、维埃纳省、德塞夫勒省、旺代省、大西洋卢瓦尔省和伊勒-维莱讷省接壤。
与拉普埃兹接壤的市镇（或旧市镇、城区）包括：圣克莱芒-德拉普拉斯、贝孔莱格拉尼特、布兰叙隆格内、勒卢鲁贝科奈、安茹地区埃德尔。

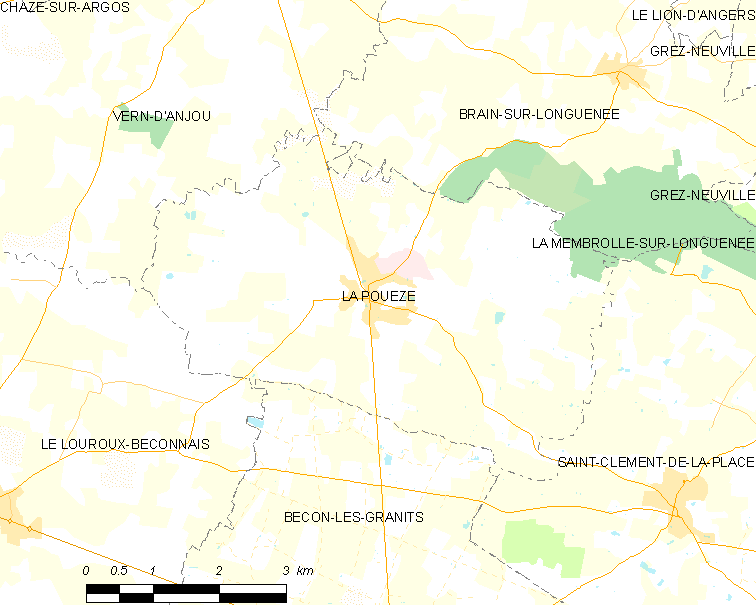
拉普埃兹的OSM定位图

拉普埃兹的时区为UTC+01:00、UTC+02:00（夏令时）。

## 行政
拉普埃兹的邮政编码为49370，INSEE市镇编码为49249。

## 政治
拉普埃兹所属的省级选区为卢瓦尔河畔沙洛讷县。

## 人口

1962-2008年间拉普埃兹人口变化图示

拉普埃兹于2018年1月1日时的人口数量为1995人。